# عائلة جوسلر

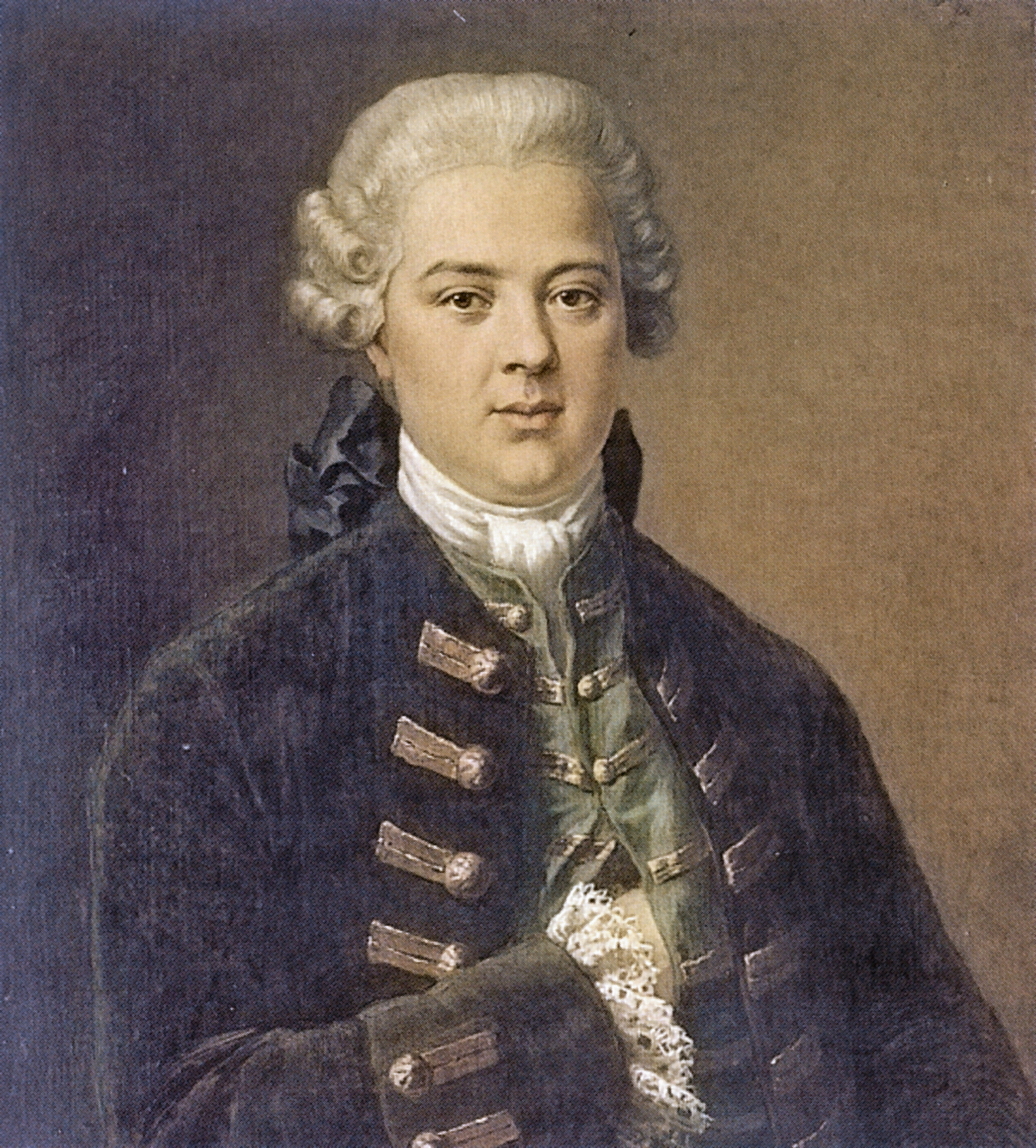

عائلة جوسلر وتشمل فرع العائلة بيرنبرغ-جوسلر، هي عائلة فلمندية من الهانزيتين وعائلة مصرفية نبيلة مسقط رأسها من هامبورغ. تنحدر العائلة من النساجين والبرجوازيين في مدينة هامبورغ، وقد برزت هذه العائلة وعلى أسمها في هامبورغ في أواخر القرن الثامن عشر نتيجة لزواج جوهان هنرش جوسلر من إليزابيث بيرنبرغ، التي كانت أخر شخص (أندثر فرع العائلة من الذكور عندها) في عائلة بيرنبرغ البلجيكية الأصل والوريثة الوحيدة لبنك بيرنبرغ. ومن خلال هذا الزواج، أصبحت العائلة المالك الرئيسي للبنك، الذي سمي بشكل قانوني بيرنبرغ، جوسلر وشركائه منذ عام 1791. منذ أواخر القرن الثامن عشر، كانت الأسرة تُعتبر على نطاق واسع كواحدة من أهم عائلتين هانزيتين من هامبورغ مع عائلة أمسنك. تم منح فرع عائلة غوسلر اسم بيرنبرغ-جوسلر من قبل مجلس الشيوخ في هامبورغ في عام 1880 - ولاحقاً في عهد جمهورية هامبورج المثيرة للجدل التي لم تعترف بمفهوم النبالة - تم منحهم مرتبة بارونية من قبل مملكة بروسيا.
تقلد العديد من أفراد العائلة المناصب في مجلس الشيوخ في هامبورغ في القرن التاسع عشر وأوائل القرن العشرين، وكان هيرمان جوسلر رئيسًا لهامبورغ في عام 1874. يصف ريتشارد جي إيفانز العائلة بأنها إحدى «العائلات التجارية الكبرى في هامبورغ». جزر جوسلر في القارة القطبية الجنوبية تم تسميتهاعلى شرف العائلة.

## تاريخ
كان أول سلف معروف للعائلة كلاوس جوسلر (1630-1713)، الذي كان على الأرجح حائكًا للمخمل، من سكان هامبورغ من 1656 وكان يعيش في أبرشية سانت كاترين. أنجب كلاوس دانيال وديفيد وألبرت وجاكوب جوسلر (1666 - 1732) الذين أصبحوا جميعًا نساجين للمخمل وحملو لقب غراند بورغر في هامبورغ. أما جاكوب جوسلر فقد أنجب تسعة أطفال من بينهم يوهان آيبرت جوسلر (1700-1776) ، الذي كان محاسبًا. أبرز من أنجبهم يوهان آيبرت جوسلر كانوا المصرفي يوهان هينريك جوسلر (1738-1790) ويوهان جاكوب جوسلر (1758-1812)، الذي خدم كعقيد فرنسيً خلال حروب نابليون وتوفى أثناء الغزو الفرنسي لروسيا.